# مارکوس والریوس مسالا مسالینوس (کنسول ۲۰ میلادی)
مارکوس والریوس مسالا مسالینوس (انگلیسی: Marcus Valerius Messalla Messallinus; اهل روم باستان سیاستمدار، و عضو سنای روم در طی حکمرانی آگوستوس و همچنین کنسول روم در ۱۲ پیش از میلاد یود.